# كورت بوش
كورت بوش (بالإنجليزية: Kurt Busch)‏ هو سائق سيارة سباق أمريكي، ولد في 4 أغسطس 1978 في لاس فيغاس في الولايات المتحدة.

## وصلات خارجية
- الموقع الرسمي
- كورت بوش على موقع Racing-Reference.info (الإنجليزية)
- كورت بوش على موقع DriverDB.com (الإنجليزية)
- كورت بوش على موقع eWRC-results.com (الإنجليزية)
- كورت بوش على موقع IMDb (الإنجليزية)
- كورت بوش على موقع قاعدة بيانات الفيلم (الإنجليزية)